# Tom Welling
Tom Welling (tên đầy đủ: Thomas John Patrick Welling, sinh ngày 26 tháng 4 năm 1977 tại West Point, New York) là một diễn viên, đạo diễn và cựu người mẫu Mỹ. Thời thơ ấu, Welling sống ở Winsconsin và Delaware trước khi chuyển tới Michigan. Anh nổi tiếng với vai Clark Kent trong bộ phim truyền hình dài tập Thị trấn Smallville. Sinh ra trong một gia đình có cha là thành viên ban quản trị tập đoàn General Motors, Đóng vai Clark Kent "siêu nhân" trong "Thị trấn Smallville" Tom Welling đã sớm bộc lộ tài năng điện ảnh của mình.
Khi lớn lên chút nữa, anh tập luyện một số môn thể thao như bóng đá, bóng rổ và bóng chày. Đến khi vào trung học, Tom bắt đầu say mê sân khấu. Lớp của Tom thường dựng nhiều vở diễn và cậu đều tham gia. Khi rời khỏi ghế nhà trường, Tom Welling theo học chuyên ngành sân khấu tại Đại học Okemos, tiểu bang Michigan. Ở đó, Tom đã học hỏi được rất nhiều về nghệ thuật diễn xuất và tốt nghiệp năm 1995. Sau một thời gian làm việc như một người phục vụ và theo học các lớp học tại các trường nghệ thuật khác nhau, Tom Welling đã gây được sự chú ý với trợ lý của nhiếp ảnh gia nổi tiếng Bruce Weber, người sau đó đã đề nghị Tom chụp ảnh mẫu. Với chiều cao 1m99, thân hình rắn chắc, gương mặt đẹp đầy cương nghị nhưng cũng rất ngây thơ cộng với tài năng của nhiếp ảnh gia Bruce Weber, album ảnh đầu tiên của Tom với tư cách là người mẫu đã rất thành công.
Sau đó, Tom Welling chuyển đến sống tại New York và tiếp tục nghề người mẫu của mình cho đến năm 2000. Rồi cũng đến lúc chán chường với nghề này, Tom chuyển tới Los Angeles và thử vận may với nghề diễn viên. Tại đây, anh đã trải qua các buổi trình diễn thử và được góp mặt trong loạt phim Thẩm phán Amy (Judging Amy). Sau đó, Tom Welling cũng tham gia một vài bộ phim khác trước khi vượt qua 700 thí sinh để được nhận vai chính Clark Ken trong bộ phim Thị trấn Smallville.
Thật ngạc nhiên khi anh thú nhận rằng mình không biết chút nào về truyện tranh về người anh hùng Clark Ken này. Do đó, để hoàn thành xuất sắc vai diễn Clark Ken, Tom Welling đã chọn sự giản dị, mộc mạc. Và anh đã thể hiện vai chàng sinh viên Clark như một thanh niên bình thường, với kiểu ăn mặc không có gì đặc biệt. Anh không khoác lên mình những bộ áo choàng giống như những siêu nhân. Chính sự giản dị của vai diễn này đã là một trong những yếu tố làm nên thành công của Thị trấn Smallville.
Khi kết thúc các cảnh quay ở Vancouver, Tom đã có những tháng ngày hạnh phúc bên cô vợ xinh đẹp Jamie A. White (hai người cưới nhau ngày 5/7/2002) và những chú chó yêu quý tại "thành phố của những thiên thần" Los Angeles. Thời gian rảnh rỗi, Tom Welling rất thích đọc sách, tập những môn thể thao yêu thích hoặc đi thăm gia đình và bạn bè.